# Geisterfleck

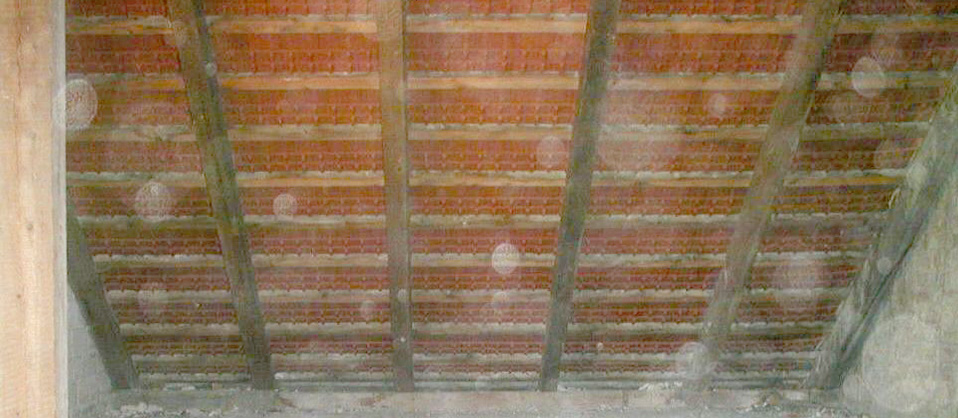
Geisterflecke auf einem staubigen Dachboden (Blitzlichtaufnahme). Brennweite 7 Millimeter, Sensordiagonale 12,7 Millimeter, Blendenzahl 2,4

Geisterflecke sind diffus erscheinende, leuchtende, mehr oder weniger kreisrunde Scheiben in fotografischen Aufnahmen. Im englischsprachigen Raum werden diese Flecke häufig als Orbs bezeichnet.  Es handelt sich nicht um einen Abbildungsfehler des abbildenden Systems, sondern häufig um ein Unschärfen-Artefakt, meist bei Aufnahmen mit Blitzlicht.

## Beschreibung
Das Licht des Blitzes wird von Teilchen, die zwischen Bildmotiv und Kamera schweben, gestreut und teilweise zurückgeworfen. Infolge der durch die Nähe und den Fokus bedingten Unschärfe entstehen grob scheibenförmige Lichtbilder. Die Abbildung der Teilchen ist dabei um einiges größer als das Teilchen selbst. Die Form orientiert sich an der Form der jeweiligen Blende. Bei der eigentlichen Ursache für diese Streuzentren handelt es sich häufig um Staub, der Effekt kann aber auch durch Regentropfen, Schneeflocken, Insekten oder andere Kleinstobjekte in der Nähe der Kamera hervorgerufen werden.
Die bei digitalen Kompaktkameras durch die im Vergleich zum analogen Kleinbildformat kleineren Bildsensoren und die damit verbundenen kürzeren Brennweiten bedingte größere Schärfentiefe verursacht Bilder, in denen diese Teilchen noch mit hinreichend kleinem Zerstreuungskreis und somit hell genug abgebildet werden. In der Fotografie im Vollformat oder im Mittelformat sind die Abbildungen der Streuzentren aufgrund der geringen Schärfentiefe oft so groß, dass sie wegen ihrer geringen Helligkeit kaum erkennbar sind.
Folgende Beobachtungen sind für Geisterflecken typisch:
- Je näher sich die Streuzentren vor der Kamera befinden beziehungsweise je unschärfer die Abbildung ist, desto größer werden die Streuscheiben.
- Die Geisterflecke werden entsprechend der damit verbundenen vergrößerten Schärfentiefe umso kleiner, je kleiner die Blende oder die Brennweite der Kamera eingestellt wird.
- Die Helligkeit der Geisterflecke ist, eine Handregel, bei quasi-punktförmigen Streuzentren weitgehend unabhängig vom Abstand, da das hellere Streulicht von näheren Streuzentren insgesamt auf eine größere, unscharf abgebildete Fläche verteilt wird. Das widerspricht der üblichen Berechnung, wonach die Helligkeit der von mit Blitzlicht bestrahlten Objekte quadratisch mit deren Entfernung abnimmt.
- Bei einer Verdopplung der Brennweite werden bei gleichem Abstand des Streuzentrums und bei gleicher Blende die Durchmesser der Geisterflecke viermal so groß.
- Bei Aufnahmen ohne Blitzlicht sind die Streuzentren in der Regel nicht erkennbar, da Blitzlicht die häufigste Ursache darstellt. Längere Belichtungszeiten ohne künstliche Beleuchtung reduzieren die Wahrscheinlichkeit, wobei allerdings auch andere Lichtquellen als Ursache sekundär in Frage kommen, wie zum Beispiel Lampen, die Sonne, et cetera.
- Das Auftreten von Geisterflecken kann durch die Verwendung von Streulichtblenden nicht vermindert werden.
- Je kleiner das Bild respektive der Bildsensor in einer Kamera ist, desto kleiner und heller wird das Bild eines Geisterflecks bei gleichem Bildwinkel (Bildausschnitt) und bei gleicher Blendenzahl.

### Theoretischer Hintergrund

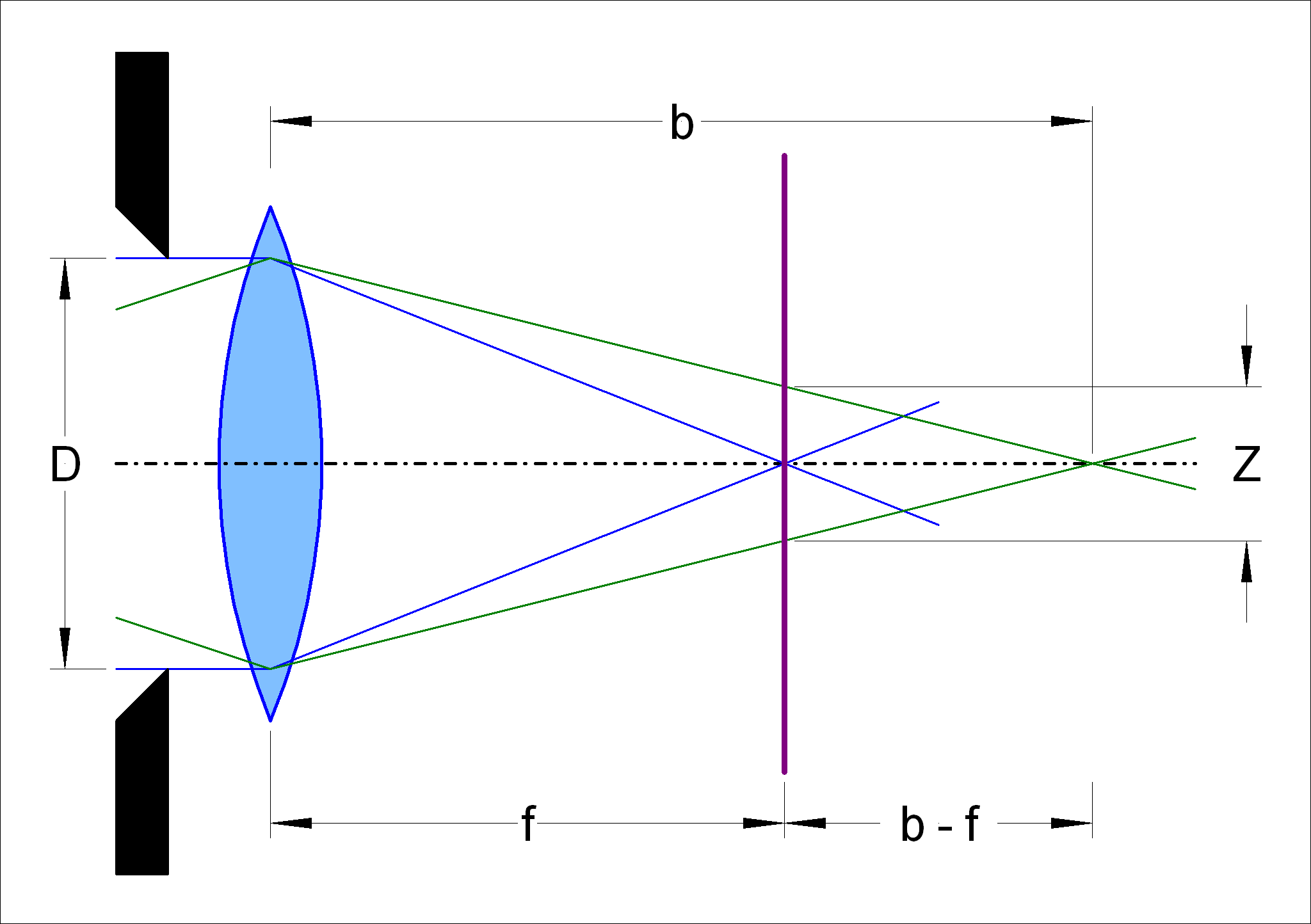
Zusammenhang zwischen Zerstreuungskreisdurchmesser Z in der Bildebene (violett), Durchmesser D der Eintrittspupillen (schwarz), Brennweite f (blaue Strahlen für Objekt im Unendlichen) und Bildweite b (grüne Strahlen für Objekt bei endlicher Gegenstandsweite)

Die Größe eines Geisterflecks kann sehr einfach abgeschätzt werden, wenn die Kamera auf unendlich fokussiert ist; die Gegenstandsweite von punktförmig abgebildeten Objekten ist dann ebenfalls unendlich. Der Durchmesser Z des Zerstreuungskreises von einem aus dem Endlichen abgebildeten Punkt ergibt sich mit Hilfe der Linsengleichung und dem geometrischen Verhältnis
{\displaystyle {\frac {Z}{b-f}}={\frac {D}{b}}},
wobei f die eingestellte Brennweite, D die Größe der Eintrittspupille und b die Bildweite sind, dann zu:
{\displaystyle Z={\frac {f^{2}}{k\cdot (x-f)}}}
Hierbei sind k die eingestellte Blendenzahl und x der Abstand eines unscharf abgebildeten Punktes sind. Für hinreichend große Abstände {\displaystyle x} ergibt sich die Näherung:
{\displaystyle Z\approx {\frac {f^{2}}{k\cdot x}}}
Eine punktförmige Lichtquelle in einem Abstand x vor der Hauptebene des abbildenden Objektivs wird also als leuchtende Scheibe mit einem Durchmesser Z abgebildet, deren Durchmesser umgekehrt proportional zum Abstand des Streuzentrums ist – bei zehnmal größerem Abstand des Streuzentrums wird der Geisterfleck unter sonst gleichbleibenden Bedingungen also zehnmal kleiner.
Der Durchmesser der entsprechenden Geisterflecke nimmt quadratisch mit der verwendeten Brennweite und linear mit sich vergrößernder Blende (kleinere Blendenzahl) zu. Unter sonst gleichbleibenden Bedingungen werden Geisterflecke bei doppelter Brennweite viermal so groß und bei halber Blendenzahl (doppeltem Blendendurchmesser) doppelt so groß.

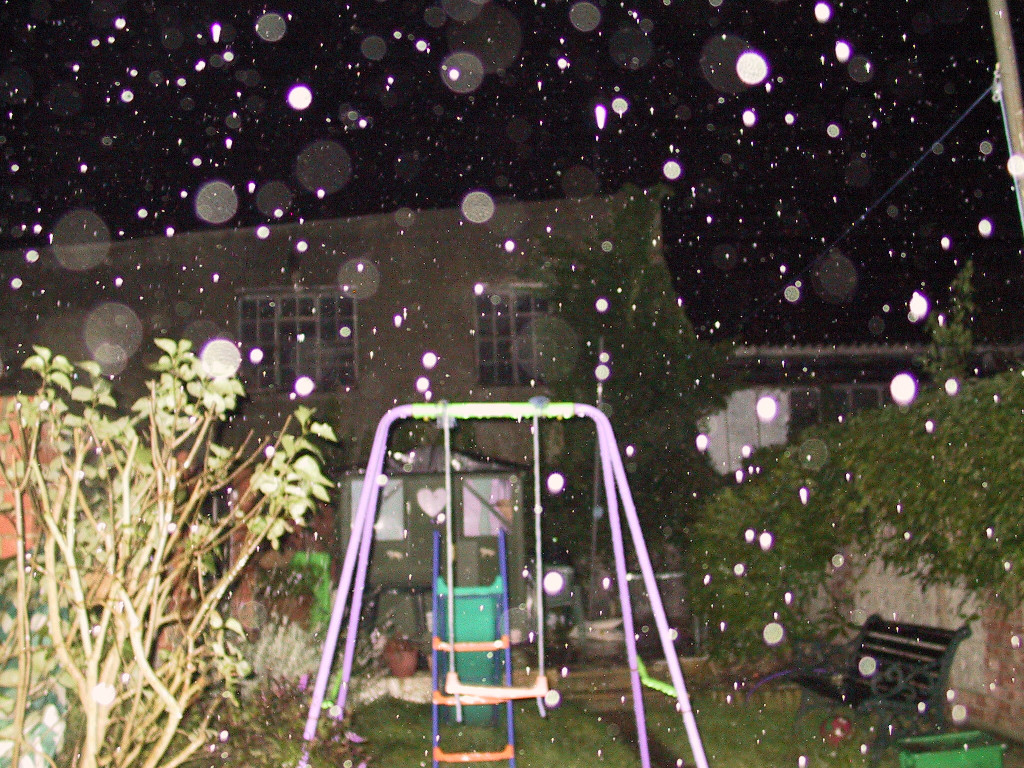
Geisterflecke durch Regen (weitwinklige Aufnahme, Brennweite 7 Millimeter, Sensordiagonale 14,1 Millimeter, Blende 2)
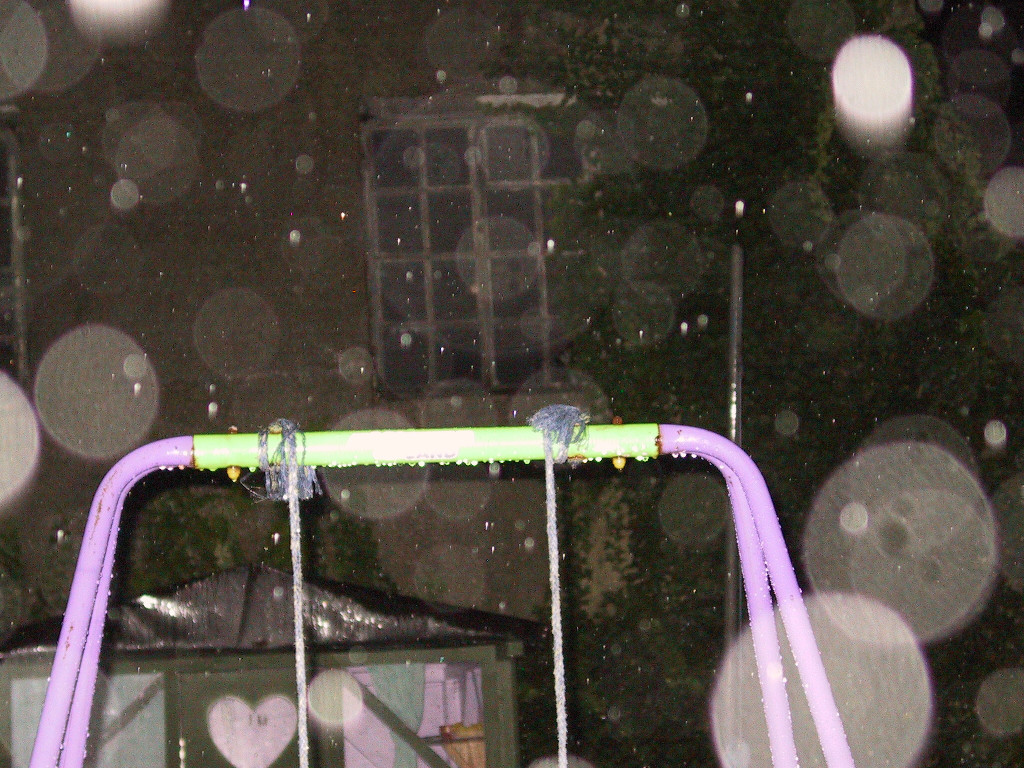
Geisterflecke durch Regen (herangezoomte Aufnahme, Brennweite 21 Millimeter, Sensordiagonale 14,1 Millimeter, Blende 2,7)

#### Abstandsgesetz
Die Durchmesser der Geisterflecke nimmt also umgekehrt proportional zum Abstand von den Streuzentren zu. Demzufolge nimmt die Fläche der Geisterflecke, also auch die Fläche, auf die sich die Lichtmenge von einem Streuzentrum verteilt, umgekehrt quadratisch zum Abstand von den Streuzentren zu. Auf der anderen Seite nimmt nach dem Abstandsgesetz die Beleuchtungsstärke der Streuzentren quadratisch mit dem Abstand des Blitzlichtes vom Streuzentrum ab. Diese beiden Effekte kompensieren sich, so dass alle Geisterflecke mit Streuzentren gleicher Größe im Bild die gleiche Helligkeit haben; weiter entfernte Streuzentren werden mit ihrer gesamten Lichtmenge zwar als kleinere Geisterflecke mit entsprechend höherer Leuchtdichte abgebildet, werden vom Blitzlicht aber auch im gleichen Maße weniger stark beleuchtet.

#### Beispielrechnungen

##### Kleine Kamera
Eine kleine Digitalkamera mit einer Bildsensorgröße von einem halben Zoll (dies entspricht einer Bildsensordiagonale von etwa 12,7 Millimetern) nimmt bei einer eingestellten Blendenzahl von 2,4 und einer Brennweite von 7 Millimetern mit aktiviertem Blitzlicht ein Bild auf, während in zirka 40 Millimetern Abstand vor dem Objektiv ein Staubkorn schwebt (vergleiche Bild oben rechts). Dieses wird auf dem Bildsensor mit einem Durchmesser von
{\displaystyle Z_{1}={\frac {(7\,\mathrm {mm} )^{2}}{2{,}4\cdot 40\,\mathrm {mm} }}={0{,}5\,\mathrm {mm} }}
abgebildet. Dieser Durchmesser entspricht relativ betrachtet 4 Prozent der Sensordiagonalen. Daher nimmt der entstehende Geisterfleck 4 Prozent der Bilddiagonalen ein und ist bei ausreichender Helligkeit im Bild deutlich als Scheibchen erkennbar.

##### Große Kamera
Bei einer größeren Kamera mit einer Bildgröße im Kleinbildformat beträgt die Bilddiagonale 43,3 Millimeter. Um eine Aufnahme mit dem gleichen Bildwinkel aufzunehmen wie bei der oben beschriebenen kleinen Digitalkamera, wird eine Brennweite von 24 Millimetern benötigt. Bei der gleichen Blendenzahl von 2,4 und dem gleichen Abstand eines Staubkorns vor dem Objektiv von 40 Millimetern ergibt sich ein Zerstreuungskreisdurchmesser von:
{\displaystyle Z_{2}={\frac {(24\,\mathrm {mm} )^{2}}{2{,}4\cdot 40\,\mathrm {mm} }}=6\,\mathrm {mm} }
Das entspricht relativ betrachtet 14 Prozent der Bilddiagonalen.

##### Vergleich
Die relativen Flächen der beiden betrachteten Zerstreuungskreise {\displaystyle A_{\mathrm {rel} ,1}} und {\displaystyle A_{\mathrm {rel} ,2}} verhalten sich jedoch wie die Quadrate der relativen Durchmesser {\displaystyle Z_{\mathrm {rel} ,1}} und {\displaystyle Z_{\mathrm {rel} ,2}}, also wie:
{\displaystyle {\frac {A_{\mathrm {rel} ,1}}{A_{\mathrm {rel} ,2}}}={\frac {Z_{\mathrm {rel} ,1}^{2}}{Z_{\mathrm {rel} ,2}^{2}}}={\frac {(4\,\%)^{2}}{(14\,\%)^{2}}}=0{,}08}
Demzufolge beträgt auch die Helligkeit innerhalb des Zerstreuungskreises bei der größeren Kamera nur 8 Prozent derjenigen bei der kleinen Digitalkamera. Unter Umständen ist das jedoch zu dunkel, um in der Aufnahme überhaupt noch erkannt zu werden. Umgekehrt ausgedrückt ist die Helligkeit des Geisterflecks bei der kleinen Digitalkamera etwa zwölfmal größer als bei größeren Kamera, so dass dieser in den Aufnahmen der kleinen Digitalkamera viel deutlicher erkannt werden kann.

## Anwendung
Das Wissen um die Mechanismen bei der Entstehung von Geisterflecken ermöglicht eine künstlerische Verwendung, etwa durch verschiedene Blendenformen oder künstliche Erzeugung. Linsenreflexionen und Unschärfen punktförmiger Lichtquellen beziehungsweise der Sonne bilden ähnliche Fragmente und Bildartefakte (siehe auch: Bokeh).